# Ferrari SF70H
Chronologie des modèles (2017)
Ferrari SF16-H Ferrari SF71H
La Ferrari SF70H est la monoplace de Formule 1 engagée par la Scuderia Ferrari dans le cadre du championnat du monde de Formule 1 2017. Elle est pilotée par l'Allemand Sebastian Vettel et par le Finlandais Kimi Räikkönen. Le pilote-essayeur est l'Italien Antonio Giovinazzi.
Conçue par l'ingénieur italien Mattia Binotto, la SF70H est présentée le 24 février 2017 sur internet en direct de l'usine de Maranello en Italie. Elle effectue ses premiers tours sur le circuit de Fiorano. Son nom se compose comme suit : SF pour Scuderia Ferrari, 70 en référence au 70e anniversaire de Ferrari et H pour la nature hybride de son moteur.

## Création de la monoplace
Nommée en interne Progetto 668, la Ferrari SF70H est une monoplace complètement différente de sa devancière, elle respecte notamment la nouvelle réglementation aérodynamique mise en place par la Fédération internationale de l'automobile. Ces changements concernent la largeur du châssis, des pneus et des ailerons. Son poids est de 728 kg, soit une augmentation de près de 20 kg par rapport à la saison précédente. À noter que pour cette saison 2017, le système de jeton concernant les évolutions moteurs supprimé par la FIA permet aux motoristes de développer à leur guise leurs groupes propulseurs tout en respectant le nombre limite de moteurs fixés pour la saison.
Fidèle à sa tradition d’attribuer un surnom féminin à ses voitures depuis 2008 chez Toro Rosso, Sebastian Vettel a prénommé sa monoplace Gina.

## Résultats en championnat du monde de Formule 1
| Saison | Écurie           | Moteur                    | Pneus   | Pilotes          | Courses | Courses | Courses | Courses | Courses | Courses | Courses | Courses | Courses | Courses | Courses | Courses | Courses | Courses | Courses | Courses | Courses | Courses | Courses | Courses | Points inscrits | Classement |
| Saison | Écurie           | Moteur                    | Pneus   | Pilotes          | 1       | 2       | 3       | 4       | 5       | 6       | 7       | 8       | 9       | 10      | 11      | 12      | 13      | 14      | 15      | 16      | 17      | 18      | 19      | 20      | Points inscrits | Classement |
| ------ | ---------------- | ------------------------- | ------- | ---------------- | ------- | ------- | ------- | ------- | ------- | ------- | ------- | ------- | ------- | ------- | ------- | ------- | ------- | ------- | ------- | ------- | ------- | ------- | ------- | ------- | --------------- | ---------- |
| 2017   | Scuderia Ferrari | Ferrari Type 062 V6 Turbo | Pirelli |                  | AUS     | CHI     | BAH     | RUS     | ESP     | MON     | CAN     | AZE     | AUT     | GBR     | HON     | BEL     | ITA     | SIN     | MAL     | JAP     | USA     | MEX     | BRE     | ABU     | 522             | 2e         |
| 2017   | Scuderia Ferrari | Ferrari Type 062 V6 Turbo | Pirelli | Sebastian Vettel | 1er     | 2e      | 1er     | 2e      | 2e      | 1er     | 4e      | 4e      | 2e      | 7e      | 1er     | 2e      | 3e      | Abd     | 4e      | Abd     | 2e      | 4e      | 1er     | 3e      | 522             | 2e         |
| 2017   | Scuderia Ferrari | Ferrari Type 062 V6 Turbo | Pirelli | Kimi Räikkönen   | 4e      | 5e      | 4e      | 3e      | Abd     | 2e      | 7e      | 14e*    | 5e      | 3e      | 2e      | 4e      | 5e      | Abd     | Np      | 5e      | 3e      | 3e      | 3e      | 4e      | 522             | 2e         |

Légende : ici 